# Marcha Real
Marcha Real (phát âm tiếng Tây Ban Nha: [ˈmartʃa reˈal], nghĩa là "Hành khúc Hoàng gia") là quốc ca của vương quốc Tây Ban Nha, một trong một số các quốc ca không có lời. Nó cũng được gọi là Himno Nacional de España, tức là "Quốc ca Tây Ban Nha".

## Lịch sử
Quốc ca Tây Ban Nha là một trong những quốc ca cổ nhất của các nước Âu Châu và có nguồn gốc không biết. Nó được nói đến lần đầu tiên trong một văn kiện đề năm 1761: cuốn Libro de Ordenanza de los toques militares de la Infantería Española ("Sách Bộ binh Tây Ban Nha về các Kèn lệnh Quân đội") bởi Manuel de Espinosa. Điệu được gọi La Marcha Granadera ("Hành khúc Lính ném lựu đạn"); tuy nhiên, ông không đề tên người soạn nhạc.
Năm 1770, Quốc vương Carlos III tuyên bố rằng Marcha Granadera là "Hành khúc nghi lễ", bằng cách ấy nó được chơi ở những tổ chức công khai và nghi thức. Bởi vì nó được chơi ở những tổ chức công khai khi hoàng gia có mặt ở đấy, dân Tây Ban Nha nhìn Marcha Granadera là quốc ca và gọi nó là Marcha Real ("Hành khúc Hoàng gia").
Dưới Cộng hòa Tây Ban Nha đệ nhị (1931–1939), El Himno de Riego thay cho La Marcha Real là quốc ca Tây Ban Nha. Tuy nhiên, khi Nội chiến kết thúc, Francisco Franco mang lại La Marcha Real là quốc ca, dưới tên cũ La Marcha Granadera.
Francisco Grau được ủy thác để viết phiên bản hiện nay sau khi hiến pháp 1978 được thông qua. Vào tháng 10 năm 1997 Quốc vương Juan Carlos I ra sắc lệnh điều chỉnh cách sử dụng Marcha Real chính thức như quốc ca Tây Ban Nha.

## Lời
Tuy Marcha Real không có lời ngày nay, nó vẫn có lời ngày xưa. Một phiên bản được sử dụng dưới triều Alfonso XIII và phiên bản khác được sử dụng dưới nền chuyên chính của Tổng tư lệnh Franco; tuy nhiên, hai phiên bản đó không chính thức.
| Lời tiếng Tây Ban Nha ¡Viva España! Cantemos todos juntos con distinta voz y un solo corazón. ¡Viva España! Desde los verdes valles al inmenso mar, un himno de hermandad. Ama a la Patria pues sabe abrazar, bajo su cielo azul, pueblos en libertad. Gloria a los hijos que a la Historia dan justicia y grandeza democracia y paz. |

Lời tiếng Việt
Tây Ban Nha muôn năm!
Tất cả chúng ta đều cùng nhau hát vang
với một giọng hát khác
và một trái tim
Tây Ban Nha muôn năm!
Từ những thung lũng xanh
đến những bờ biển bao la
Cùng hát vang về tình yêu Tổ Quốc
yêu Quê Hương
Chà, anh ấy biết ôm rồi
Dưới bầu trời xanh của vùng quê,
Các dân tộc trong tự do.
Vinh quang cho Ta
mà Ta cống hiến cho lịch sử
công lý và sự vĩ đại
Dân chủ và hòa bình